# Ghassan Massoud

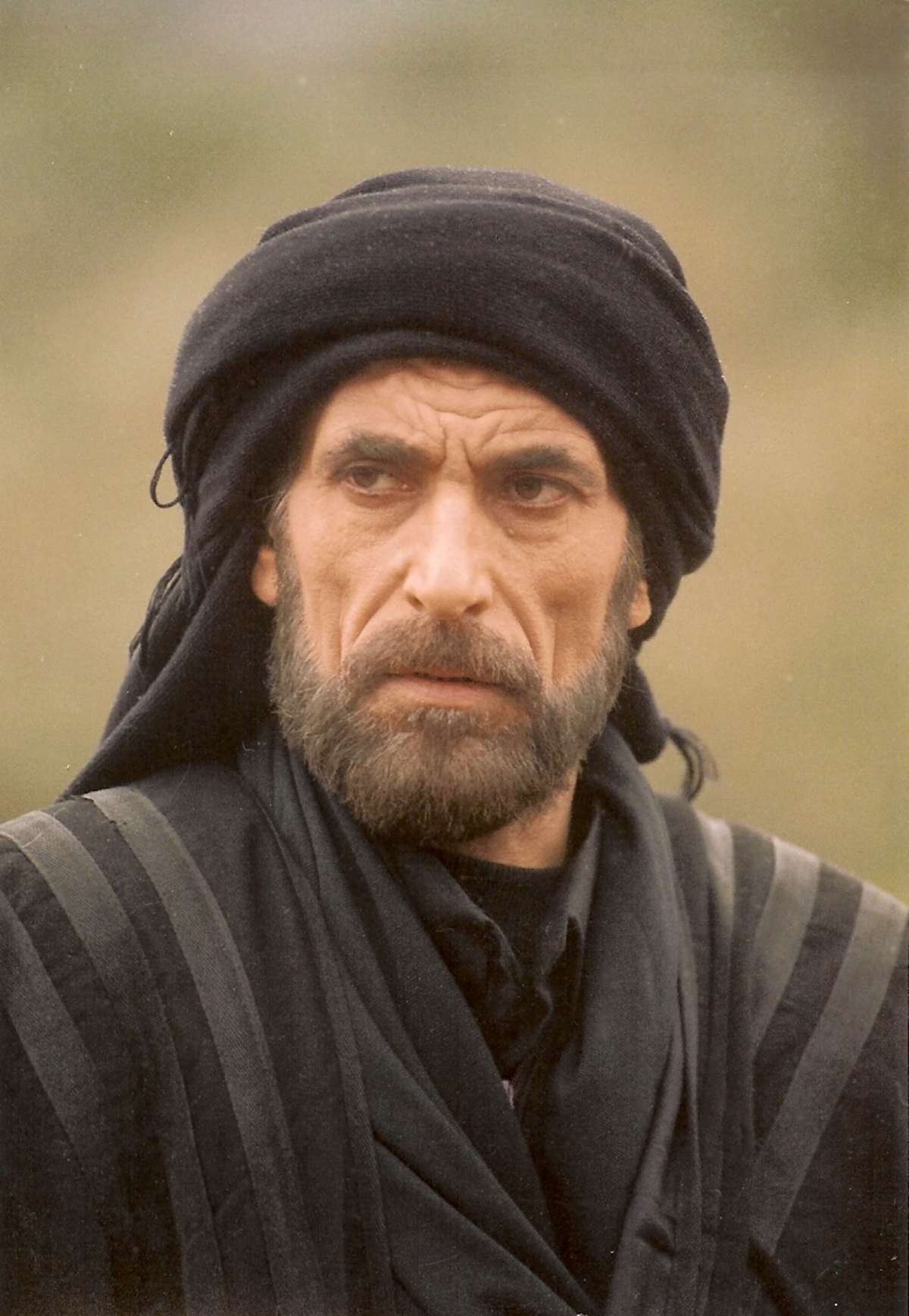
Portraitfoto (2003)

Ghassan Massoud (arabisch غسّان مسعود; * 20. September 1958 in Damaskus) ist ein syrischer Filmschauspieler.

## Leben
Massoud studierte viele Jahre in Finnland und Deutschland, ehe er wieder in sein Heimatland, Syrien, zurückkehrte. Dort absolvierte er die Hochschule für Theaterkünste, an der er auch zehn Jahre lang als Professor arbeitete.
Massoud war Mitbegründer des Arabisch-Afrikanischen-Zentrums für Theaterforschung, mit Sitz in Tunesien.
Gleichzeitig arbeitet der verheiratete Massoud, der Vater zweier Kinder ist, als Professor an der Theaterhochschule in Damaskus.
Erst 2005 wurde er von Regisseur Ridley Scott für seinen Monumentalfilm Königreich der Himmel entdeckt, in dem Massoud die historische Figur des Saladin verkörperte. Im folgenden Jahr spielte er eine Nebenrolle im türkischen Film Tal der Wölfe – Irak.
Eine weitere Rolle verkörperte Massoud als osmanischer Korsarenfürst in Pirates of the Caribbean – Am Ende der Welt, und zuletzt stand er neben Christian Bale und Joel Edgerton in Exodus: Götter und Könige als einer von Ramses’ Beratern vor der Kamera.